# Moelleriopsis abyssicola
Moelleriopsis abyssicola is een slakkensoort, de plaatst in een familie is onzeker. De wetenschappelijke naam van de soort is voor het eerst geldig gepubliceerd in 1897 door Bush.